# Olympische Sommerspiele 1988/Teilnehmer (Benin)
| Gelbes Symbol für Goldmedaillen mit stilisierten Olympischen Ringen | Graues Symbol für Silbermedaillen mit stilisierten Olympischen Ringen | Braundes Symbol für Bronzemedaillen mit stilisierten Olympischen Ringen |
| ------------------------------------------------------------------- | --------------------------------------------------------------------- | ----------------------------------------------------------------------- |
| —                                                                   | —                                                                     | —                                                                       |

Benin nahm an den Olympischen Sommerspielen 1988 in Seoul, Südkorea, mit einer Delegation von sieben Sportlern (sechs Männer und eine Frau) teil.

## Teilnehmer nach Sportarten

### Judo
- Daniel Dohou Dossou
Leichtgewicht: 19. Platz

### Leichtathletik
- Issa Alassane-Ousséni
100 Meter: Viertelfinale
200 Meter: Vorläufe
4 × 100 Meter: Vorläufe

- José de Souza
110 Meter Hürden: Vorläufe

- Fortune Ogouchi
4 × 100 Meter: Vorläufe

- Patrice Mahoulikponto
4 × 100 Meter: Vorläufe

- Dossou Vignissy
4 × 100 Meter: Vorläufe

- Félicite Bada
Frauen, 100 Meter: Vorläufe
Frauen, 200 Meter: Vorläufe